# Ташка

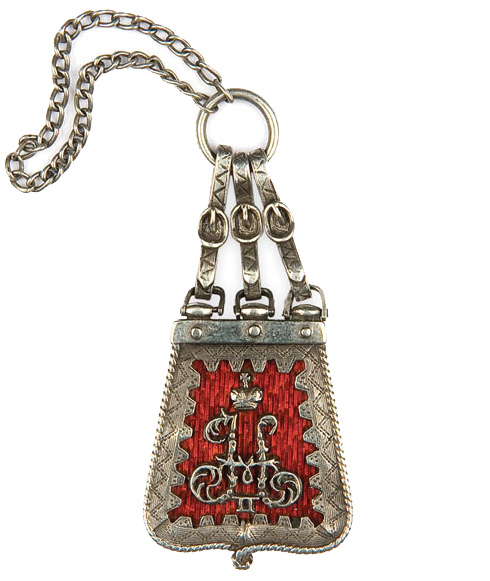
Полковой нагрудный знак лейб-гвардии Гусарского Его Величества полка в виде ташки

Ташка (от нем. Tasche, сумка (подвесная сума), или от полностью созвучного венгерского слова «сумка» (венг. táska) того же происхождения) — плоская кожаная сумка у военных в XVII—XIX веках, у некоторых формирований до сих пор (например, датские конногвардейцы).
Охотничья ташка — яхташ (ягдташ).

## История
Близкие по функциям небольшие поясные сумки широко известны среди знатных людей с IX—X веков. Кожаные варианты подобных сумок найдены не только в Венгрии, где богато отделанная в том числе и с использованием серебряных пластин и позолоты сумка являлась одним из украшений мужского костюма, но и в Скандинавии - например в Бирке, и на Руси — в частности в Гнёздове.
Вначале появилась у гусар, в том числе и в России, с самого их появления. Носилась на портупее и располагалась сзади, на левой стороне. Наружная сторона ташки покрывалась сукном и украшалась гербом или монограммой монарха. Первоначально ташка предназначалась для помещения карабинных патронов и некоторых мелких предметов снаряжения гусар, а потом носилась больше как украшение.
В XVII—XIX веках ташка входила в состав офицерской формы многих родов оружия (родов войск), носилась конными артиллеристами французской армии, и даже использовалась солдатами отдельных пехотных частей (например, в пехотном полку эрцгерцога Фердинанда в австрийской армии). В примечании к стихотворению «Бурцову. Призывание на пунш» автора Д. В. Давыдова редакция указала: «Ташка — у гусар свободно висящий кожаный декоративный карман».

## Россия
Входила в состав снаряжения личного состава гусарских полков Русского войска и Русской армии. Ташка подвешивалась на трёх пассиках портупеи и представляла собой тонкую кожаную сумку, покрытую с наружной стороны сукном, с нашитым на нём монограммой императора, полоской и выпушкой другого цвета. В Белорусском, Изюмском и Сумском гусарских полках ташка была покрыта красным сукном и имела белую выкладку, у лейб-гусар (Лейб-гвардии Гусарский его величества полк, Гродненский гусарский лейб-гвардии полк) выкладка ташки была особого типа.
В конце XIX века ташка осталась только в снаряжении (элементом военной формы одежды) офицеров лейб-гвардейского гусарского полка.

## Галерея

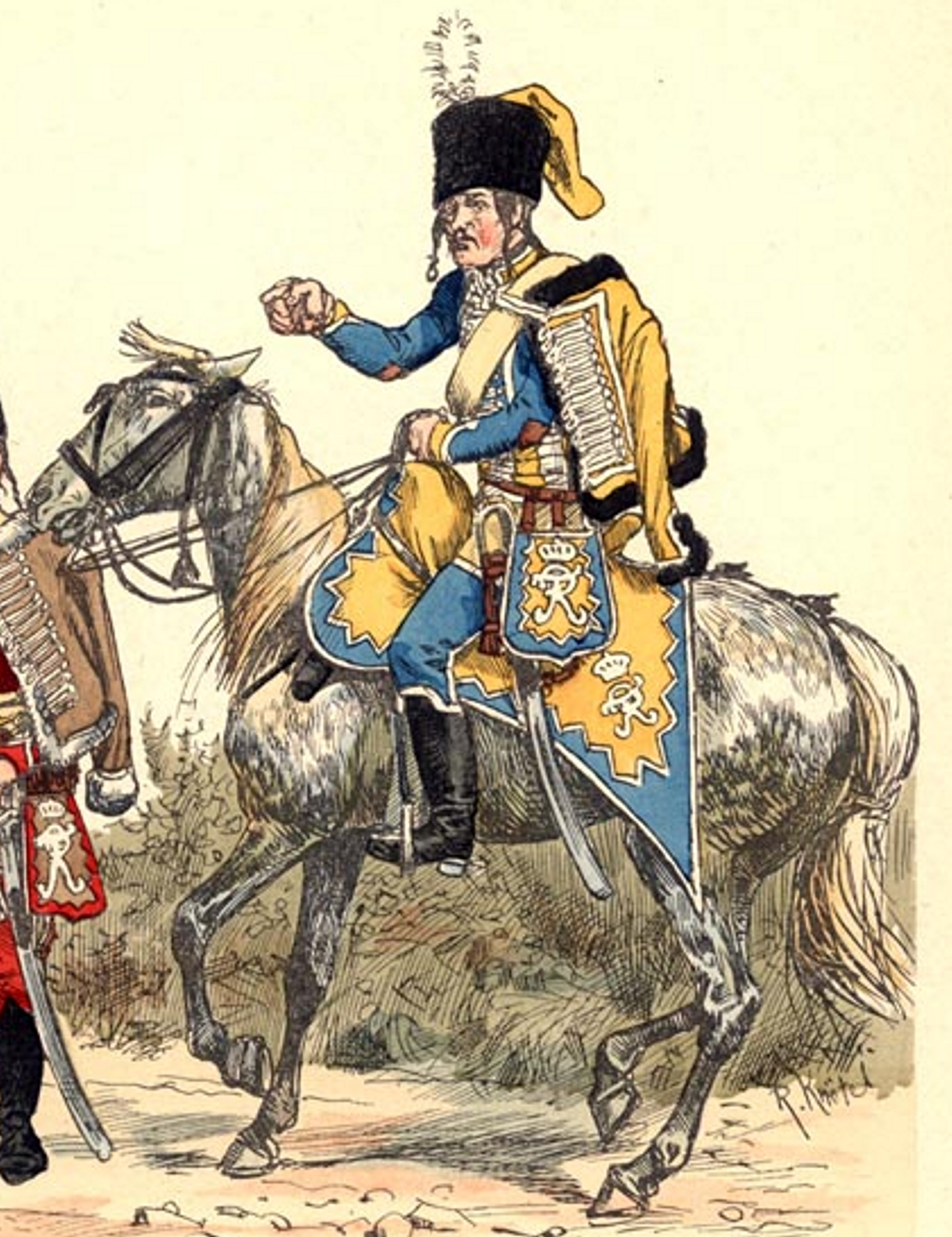
Прусский гусар в 1763 году, на ташке  — вензель Фридриха Великого
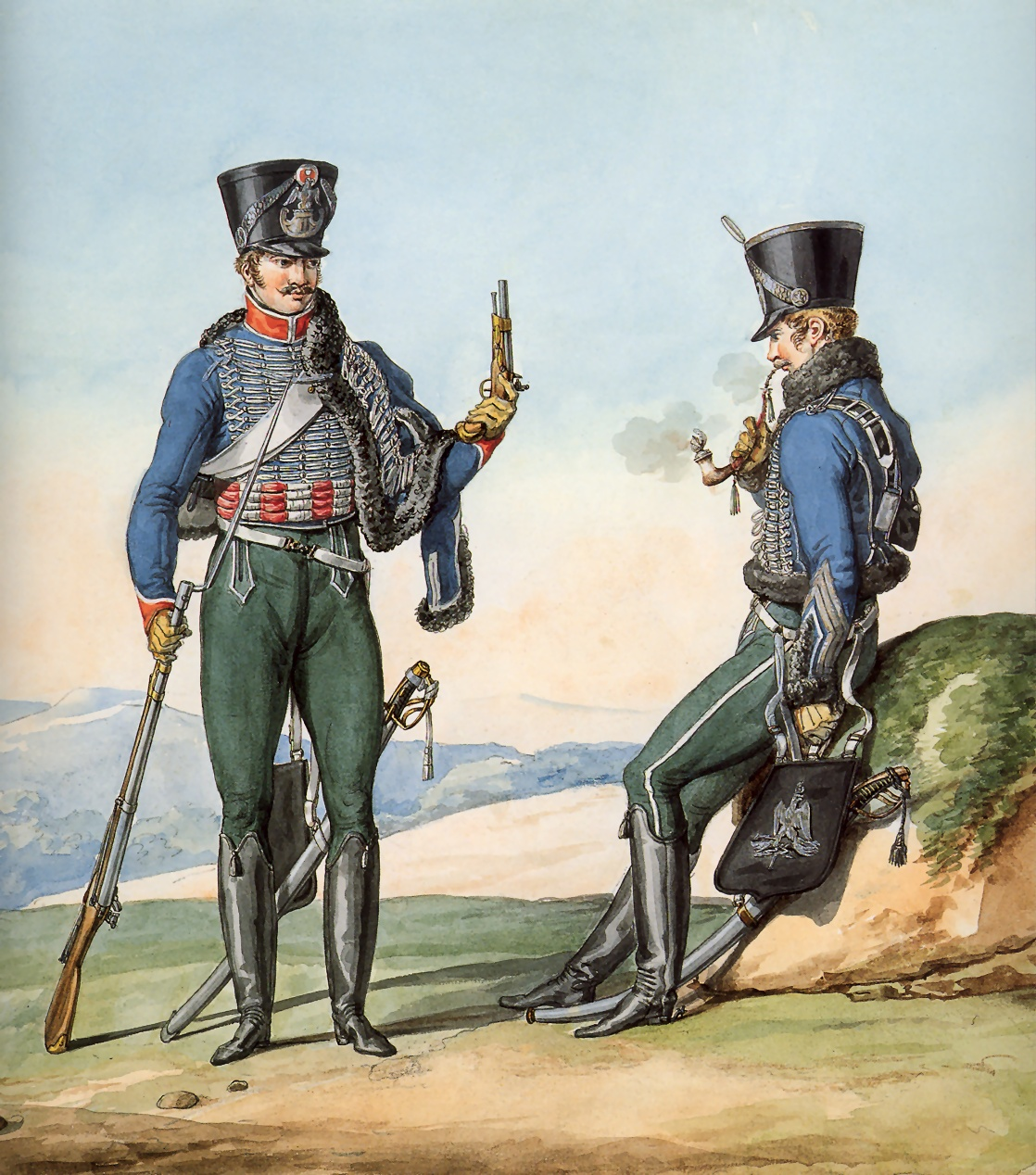
Ташка у французских гусар, 1812 год
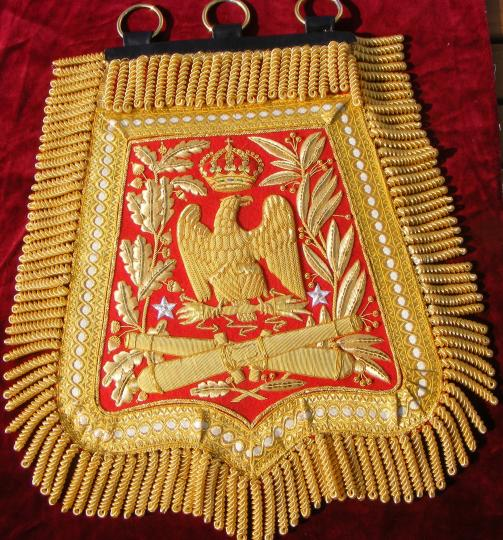
Ташка наполеоновского генерала
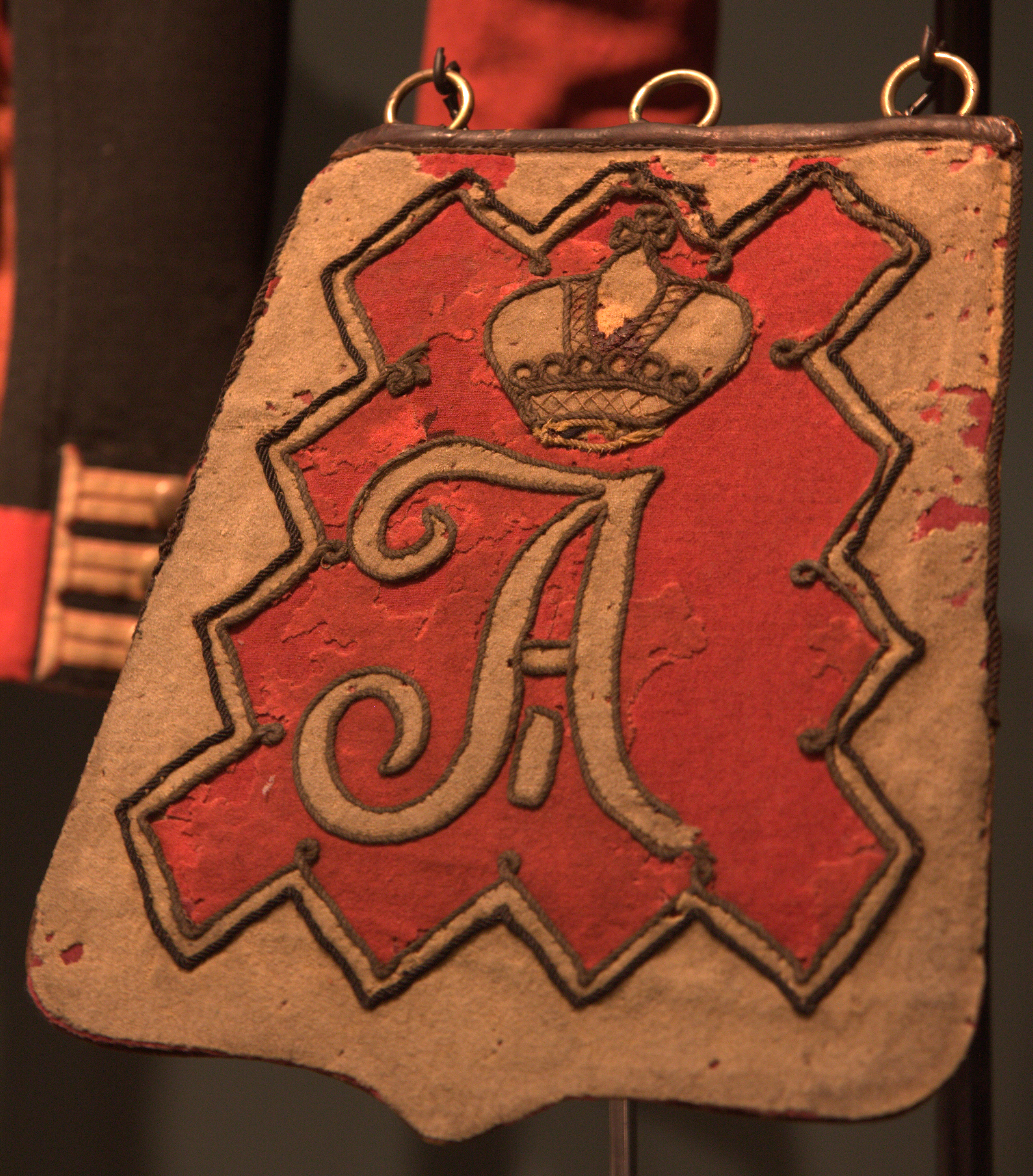
Ташка в Лейб-гвардии гусарском полку, образец с 1802 по 1825 год
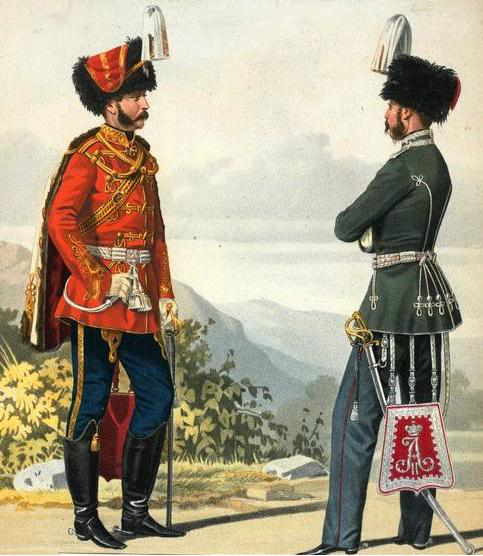
Пиратский К. К. Штаб-офицер лейб-гвардии Гусарского и обер-офицер лейб-гвардии Гродненского гусарского полков. 1858 год
Ташка у бенгальского улана, Британская колониальная армия в Индии, 1867 год
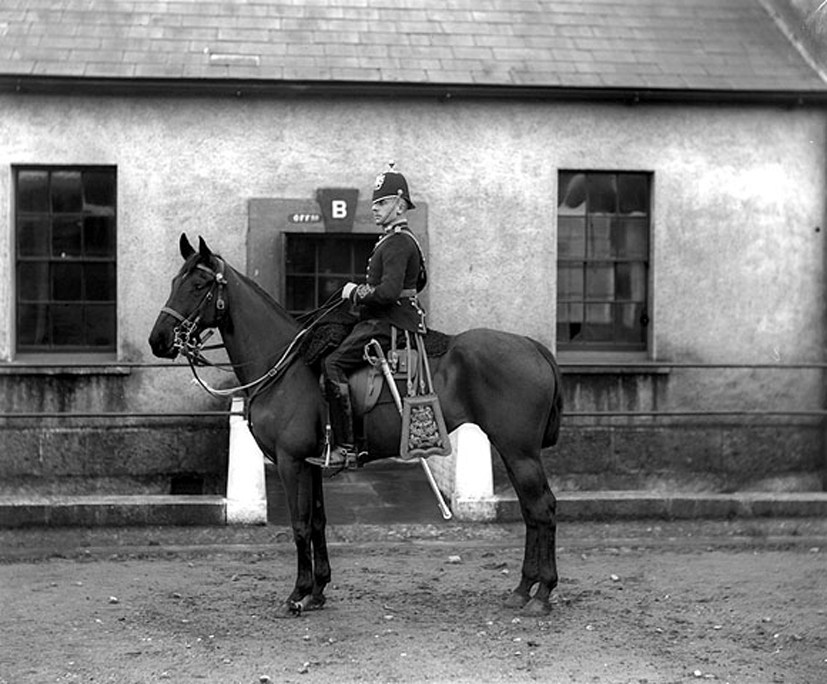
Ташка у офицера Королевской артиллерии, Англия, 1901 год
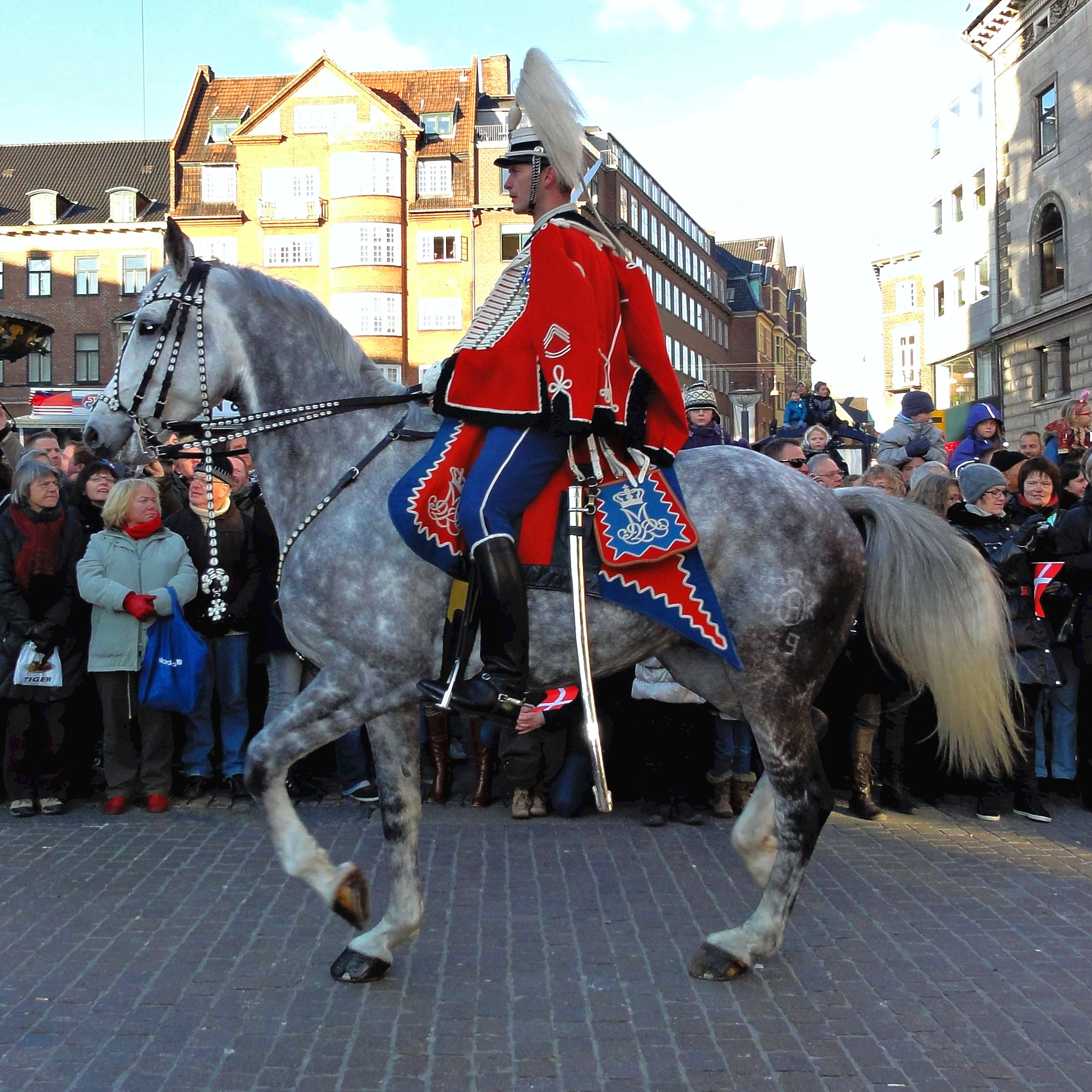
Датский гвардеец, на ташке  — вензель королевы Маргрете II, 2012 год